# Сабановский
Сабановский — посёлок в Верхнеуральском районе Челябинской области России. Входит в состав Спасского сельского поселения.
Находится на месте слияния рек Сарыкамыш и Карабутак, в 38 км от районного центра города Верхнеуральска.

## Население
| 1900 | 1926 | 1954 | 1970 | 1983 | 1995 | 2002 |
| ---- | ---- | ---- | ---- | ---- | ---- | ---- |
| 88   | ↗304 | ↘96  | ↘95  | ↗110 | ↘95  | ↗110 |
| 2010 |      |      |      |      |      |      |
| ↘94  |      |      |      |      |      |      |

## Улицы
Ветеранов, 
Красная, 
Партизанская, 
Победы, 
Российская.